# سینما تربیت
سینما تربیت سینمایی در شهر قم، ایران است.
این سینما که در سال ۱۳۶۹ تأسیس شده هم‌اکنون متعلق به اداره آموزش و پرورش قم می‌باشد و دارای یک سالن نمایش با ظرفیت ۱۹۷ صندلی می‌باشد.